# Caveolina-1
La caveolina-1 és una proteïna codificada pel gen CAV1 en humans. Tot i això, també pot estar present en altres animals com els ratolins (Mus musculus), els bous (Bos primigenius taurus) i els gossos (Canis lupus familiaris), entre molts altres.
Aquesta proteïna és el principal component de les caveoles, que es troben en les membranes plasmàtiques de la majoria de les cèl·lules.
El gen CAV1 juntament amb el CAV2 estan localitzats un al costat de l'altre en el cromosoma 7 en el cas dels humans. En els ratolins es troben en el cromosoma 6, en els bous es troben en el cromosoma 4 i en els gossos, en el 14.

## Estructura

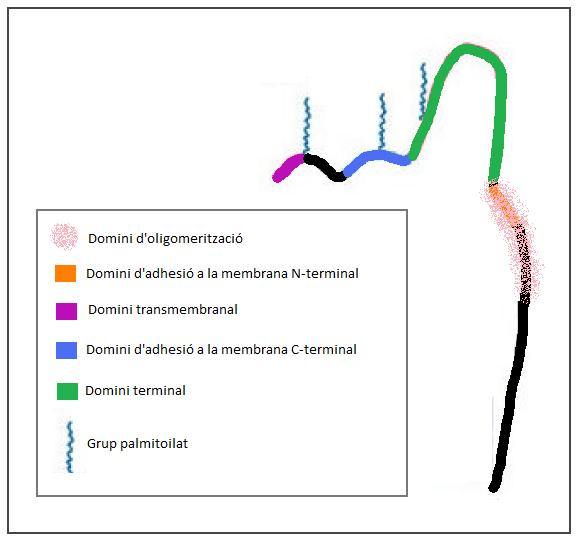
Estructura i oligomerització de la caveolina

Les caveolines s'uneixen entre elles mitjançant un domini d'oligomerització formant grups o oligòmers a la membrana cel·lular. Dins d'aquest domini s'hi troba un domini funcional anomenat domini Scaffolding, que està relacionat amb la interacció d'altres proteïnes amb la caveolina i és el domini que regula negativament l'acció de les proteïnes de senyalització. La seva unió a la membrana és a través d'un domini transmembrana i aquesta unió és reforçada amb la conjugació amb l'àcid palmític ancorat a la membrana.
Els seus extrems amino-terminal i carboxi-terminal es troben a la part externa de la membrana, és a dir, a la part externa de la cèl·lula, sense tocar el citoplasma cel·lular. Aquests extrems presenten unes modificacions lipídiques anomenades palmitoilacions que són útils per a la unió amb el colesterol i el transport de caveolina dins la membrana.
La Caveolina-1, a diferència d'altres tipus de caveolines, pot ser fosforil·lada al residu tirosina 14 per les cinases i pel receptor d'insulina. Tot i així, es tracta d'una proteïna amb dominis rics en residus carregats que donen lloc a la possibilitat d'interacció amb la membrana citoplasmàtica.

## Isoformes de la Caveolina-1
La Caveolina-1 presenta dues isoformes diferents: la α i la β, que són codificades per una sola transcripció del gen utilitzant codons d'iniciació alternatius de la mateixa part de lectura.
La seqüència de la isoforma α i la de la β comencen amb la metionina en les posicions 1 i 32, respectivament. Per tant, la diferència entre elles és que a la seqüència de la isoforma β li falta la seqüència inicial de la isoforma α, que va del primer aminoàcid fins al trenta-unè. Així que les dues isoformes tenen en comú un tram hidrofòbic d'aminoàcids.
Aquestes dues isoformes van ser estudiades a partir d'un mètode de microscopia electrònica Immunoglod de rèpliques de fraccions per congelació pel Departament d'Anatomia i de Biologia Cel·lular i Molecular de la Facultat de Medicina de la Universitat de Nagoya. Aquesta recerca va revelar l'existència de caveoles a diferents profunditats, i es va veure que les més profundes estaven formades majoritàriament per la isoforma β, a diferència de les més superficials que estaven formades per la isoforma α. A més a més, les dues isoformes tenen un potencial diferent per formar l'estructura de les caveoles. Per tant, les caveoles profundes i no tan profundes es poden diferenciar gràcies a la seva composició molecular.

| Isoforma α (humana) |
| --- |
| Llargada: 178 |
| Massa (Da): 20,472 |
| Seqüència: MSGGKYVDSE GHLYTVPIRE QGNIYKPNNK AMADELSEKQ VYDAHTKEID LVNRDPKHLN DDVVKIDFED VIAEPEGTHS FDGIWKASFT TFTVTKYWFY RLLSALFGIP MALIWGIYFA ILSFLHIWAV VPCIKSFLIE IQCISRVYSI YVHTVCDPLF EAVGKIFSNV RINLQKEI |

| Isoforma β (humana) |
| --- |
| Llargada: 147 |
| Massa (Da): 17,023 |
| Seqüència: MADELSEKQV YDAHTKEIDL VNRDPKHLND DVVKIDFEDV IAEPEGTHSF DGIWKASFTT FTVTKYWFYR LLSALFGIPM ALIWGIYFAI LSFLHIWAVV PCIKSFLIEI QCISRVYSIY VHTVCDPLFE AVGKIFSNVR INLQKEI |

## Funcions
La Caveolina-1 és el principal component de les caveoles, unes invaginacions de 50 a 100 nm de diàmetre formades en la membrana plasmàtica de la majoria de les cèl·lules. S'ha estimat que aproximadament 144 molècules de Caveolina-1 estan presents en una caveola individual, mitjançant la quantificació de la intensitat de fluorescència d'una construcció de caveolina-1-GFP (green fluorescense protein) sobre expressada en fibroblasts. Per tant, una de les seves funcions principals és la intervenció en l'endocitosi. 

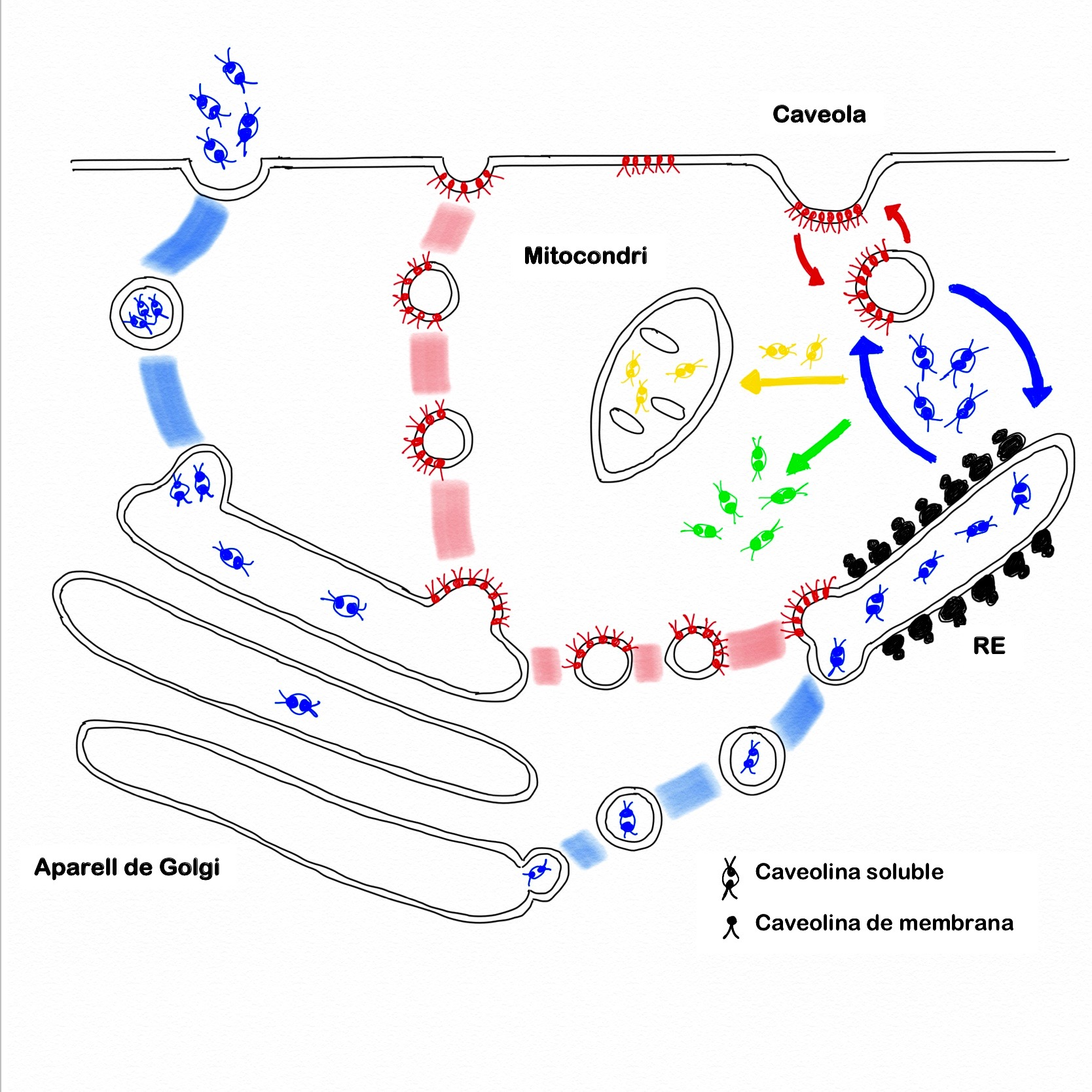
Itinerari intracel·lular de la Caveolina-1

Les interaccions de la Caveolina-1 amb lípids i lípids units a diverses proteïnes indiquen les funcions d'aquesta, i s'ha vist que estan relacionades amb el transport lipídic, el transport transmembrana i la transducció de senyal.
S'ha pogut mostrar a través d'experiments al laboratori que la Caveolina-1 organitza el colesterol que es troba a les membranes de les caveoles interaccionant amb ell i participant en la importació i l'exportació del colesterol cel·lular a través de les caveoles. També es coneix l'alta afinitat que té la Caveolina-1 amb llargues cadenes d'àcids grassos insaturats, característica que li permet interactuar amb les GM1 que s'uneixen a les caveoles. Per això podem dir que participa activament en el transport lipídic tant intracel·lular com extracel·lular.
En el ratolins knockout, que són els ratolins amb manca de Caveolina-1, podem observar que tenen un mateix funcionament general que els ratolins amb la proteïna, ja que l'entrada de les molècules necessàries pel funcionament cel·lular, que usualment es fa a través de les caveoles formades amb Caveolina-1, pot succeir a través d'altres vies. No podem considerar que la Caveolina-1 sigui una proteïna transportadora, però podem veure que forma part d'una partícula intracel·lular que transporta lípids a través dels diferents compartiments.
El paper de la Caveolina-1 en la transducció de senyals sorgeix de la capacitat d'oligomerització de si mateixa, ja que la Caveolina-1 té la capacitat espontània de formar oligòmers en solució i descriure rutes d'oligomerització a les parts de la molècula. La proteïna controla la transducció de senyal a través de la interacció amb lípids.
La Caveolina-1 també pot inactivar molècules senyals, tot i que s'han vist casos on la proteïna estimula l'activitat o no té cap efecte.

## Paper de la Caveolina-1 en les malalties

### Caveolina-1 i els tumors

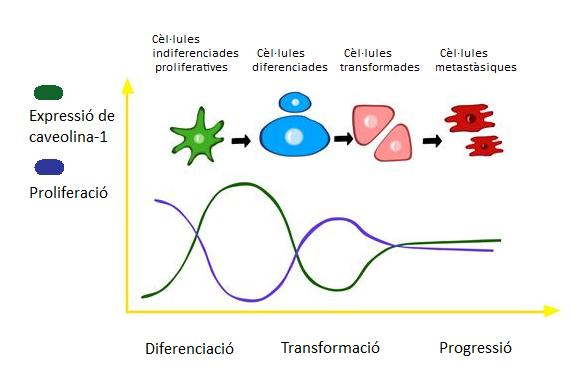
Gràfica de la variació de l'expressió de caveolina-1 durant el desenvolupament del tumor. (imatge adaptada de la tesi doctoral “El paper de les caveoles/caveolina-1 en la fisiologia de l'adopòcit)

Hi ha diversos experiments que han mostrat que la Caveolina-1 participa en la supressió de tumors, ja que la proteïna té una funció que atura la proliferació cel·lular. La Caveolina-1 participa de manera activa amb gens que són immortalitzants, tot i que la Caveolina-1 no tingui aquesta característica per a ella mateixa. Alguns experiments realitzats indiquen que la proteïna pot estar relacionada amb la regulació del PTEN, una molècula que té funcions supressores de tumors, perquè hi ha grans quantitats d'aquesta molècula a les caveoles i a més forma complexes amb la mateixa Caveolina-1.
En estudis realitzats també s'ha observat que la Caveolina-1 actua en contra de l'acció dels fàrmacs que s'administren per eliminar el sarcoma d'Ewing. Aquest sarcoma d'Ewing és un tumor ossi maligne que afecta especialment als nens. Usualment s'origina en ossos llargs de les extremitats tot i que es pot trobar a la resta del cos. En un gran nombre de casos la quimioteràpia no és efectiva contra el sarcoma d'Ewing i aquí és on entra la Caveolina-1, ja que s'ha vist que aquesta proteïna augmenta la resistència de les cèl·lules davant dels fàrmacs que es subministren per tractar aquest sarcoma a través de l'activació d'una reacció d'un enzim anomenat PKC-alfa. Si es redueixen els nivells de Caveolina-1 o de PKC-alfa a la cèl·lula, veiem com augmenta considerablement l'eficàcia del tractament davant les cèl·lules tumorals.

### Efectes provocats per la mutació de la Caveolina-1
Un estudi fet per l'Institut d'Investigacions Biomèdiques August Pi i Sunyer (IDIBAPS) demostra que en determinades circumstàncies es produeix la mort de les cèl·lules a causa de l'alteració del gen de la Caveolina-1. S'ha vist que la presència de mutacions en el gen de la Caveolina-1 dona a lloc a malalties com la lipodistrofia o alguns tipus de càncer. Els ratolins que tenen aquest gen alterat també tenen més tendència a desenvolupar malalties cardiovasculars, diabetis, ateroesclerosi i fibrosi pulmonar.
A més a més, la falta de Caveolina-1 produeix la disfunció mitocondrial, ja que la falta d'aquesta proteïna provoca un augment en la concentració de colesterol mitocondrial i, per tant, que la cèl·lula quedi sensibilitzada davant diversos processos patològics. Al matéis temps, aquesta disfunció mitocondrial pot provoca una disminució de defenses antioxidants que afavoreix l'apoptosi o la necrosi cel·lular, i això dona a lloc a patologies com l'esteatosi hepàtica i l'Alzheimer. L'acumulació de colesterol en la mitocondria també afavoreix a malalties com l'obesitat i a la transformació cel·lular, que pot arribar a provocar l'aparició de càncer.

## Interaccions
La Caveolina-1 ha demostrat ser capaç d'interaccionar amb:
- Receptor de TGF-beta[14]
- NOS endotelial[15]
- Receptor androgènic[16]
- Proteïna precursora amiloide[17]
- GJA1[18]
- NOS2A[19]
- Receptor del factor de creixement epidèrmic[20]
- Receptor d'endotelina tipus B[21]
- PDGFRB[22]
- PDGFRA[22]
- PTGS2[23]
- TRAF2[24][25]
- Receptor d'estrogen alfa[26]
- Caveolina-2[27][28]
- PLD2[29][30]
- Tirosina quinasa de Bruton[31]
- SCP2[32]